# Сан Лео (Арецо)
Сан Лео је насеље у Италији у округу Арецо, региону Тоскана.
Према процени из 2011. у насељу је живело 422 становника. Насеље се налази на надморској висини од 324 м.